# Gustav-Adolf-Werk
Das Gustav-Adolf-Werk e. V. Diasporawerk der Evangelischen Kirche in Deutschland, gegründet 1832, ist das älteste bundesweite evangelische Hilfswerk in Deutschland. Es hat seinen Sitz in Leipzig und trägt den Namen des schwedischen Königs Gustav II. Adolf. Es ist eine Dachorganisation für 21 Hauptgruppen (Gustav-Adolf-Werke in den evangelischen Landeskirchen) und 19 Frauengruppen. Präsident ist seit dem 1. Januar 2022 Prälat Martin Dutzmann aus Berlin. Generalsekretär ist seit dem 1. Januar 2010 Pfarrer Enno Haaks.

## Aufgaben

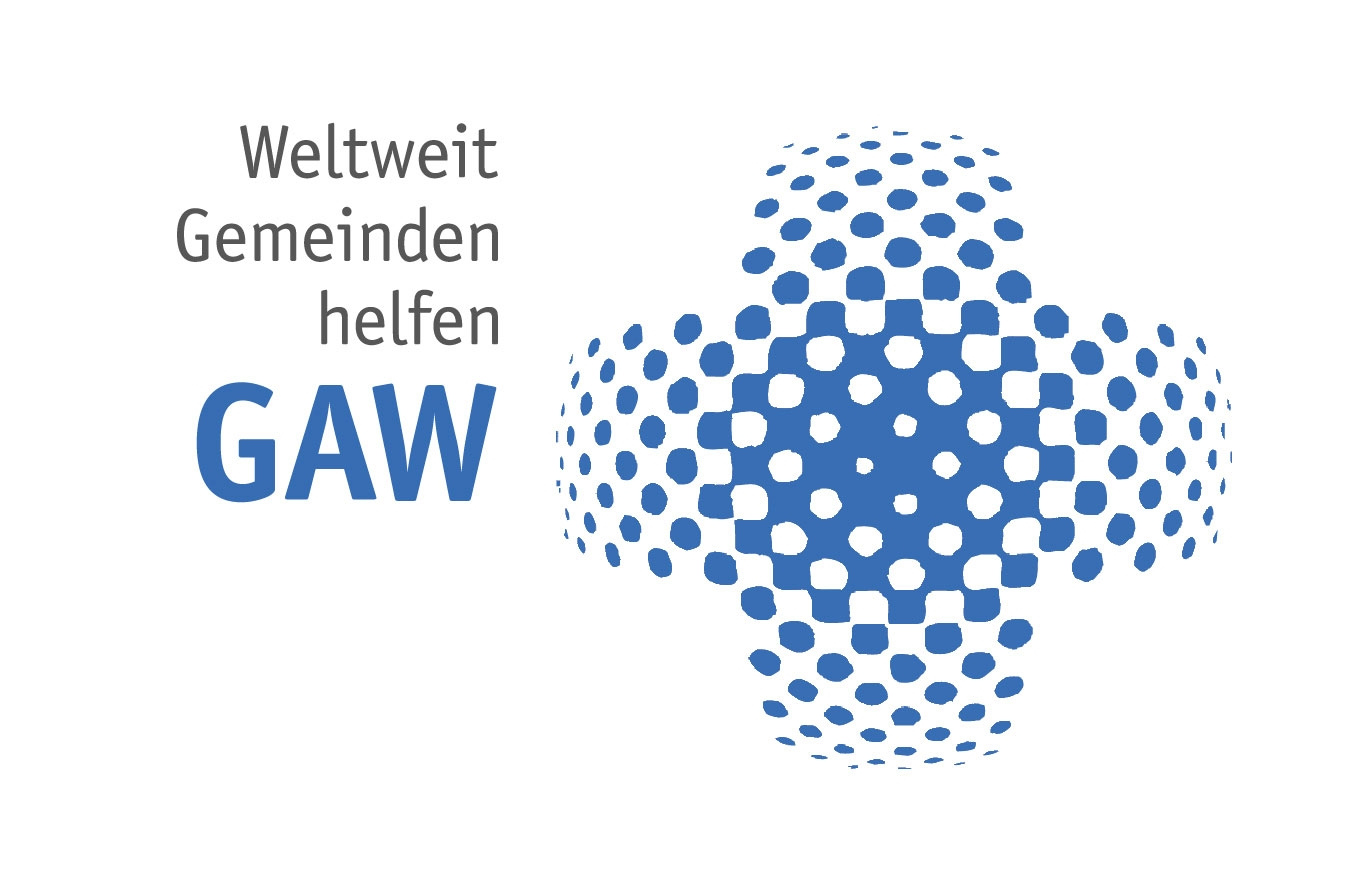
Wort-Bild-Marke des Gustav-Adolf-Werks

Der Verein hilft „weltweit evangelischen Gemeinden, ihren Glauben an Jesus Christus in Freiheit zu leben und diakonisch in ihrem Umfeld zu wirken“.
Partner sind protestantische Minderheitskirchen in Europa, Lateinamerika, Zentralasien und im Nahen Osten. Das GAW hilft seinen rund 50 Partnerkirchen beim Gemeindeaufbau, bei der Renovierung, beim Kauf und beim Neubau von Kirchen und Gemeinderäumen, bei sozialdiakonischen und missionarischen Aufgaben, bei der Aus- und Weiterbildung von kirchlichen Mitarbeiterinnen und Mitarbeitern u. a. Jährlich werden bis zu 140 Projekte mit mehr als zwei Millionen Euro unterstützt.

## Struktur
In mehreren Ländern Europas bestehen in evangelischen Kirchen eigenständige Hilfsorganisationen. Ihre Gründung basiert zu einem Teil auf regionalen Gustav-Adolf-Vereinen des 19. Jahrhunderts. Unter anderem Bratnia Pomoc imienia Gustawa Adolfa der Evangelisch-Augsburgischen Kirche in der Republik Polen geht auf die Gründung des schlesischen Gustav-Adolf-Vereins zurück.

## Geschichte

### Hintergrund
Das heutige Hilfswerk geht auf die Gründung von Gustav-Adolf-Vereinen im 19. Jahrhundert zurück. Ihr Hintergrund ist das Gedenken an das Eingreifen der Schweden unter Gustav II. Adolf, welches im Dreißigjährigen Krieg ab dem Jahr 1630 eine drohende Niederlage der Protestanten verhinderte. Gustav Adolf erwarb sich mit dem Sieg bei Breitenfeld bereits bei seinen Zeitgenossen seinen Ruf als Retter nicht nur des deutschen Protestantismus. In verschiedenen Varianten überliefert ist der Spruch „Glaubensfreiheit für die Welt, rettete bei Breitenfeld, Gustav Adolf, Christ und Held“, der auch auf dem 1830 errichteten Breitenfelder Denkmal zu finden ist. Bis heute wird auch beim GAW selbst darauf hingewiesen, dass es ohne seinen Einsatz in Deutschland fürs Erste keine Glaubensfreiheit und Glaubensvielfalt mehr gegeben hätte.
Im 19. Jahrhundert, 200 Jahre nach der Wende im Dreißigjährigen Krieg, wurden die verschiedenen Jubiläen in Schweden wie Deutschland gefeiert, der Kult um den König war breit verankert. Sowohl Breitenfeld als auch das Schlachtfeld von Lützen, wo Gustav Adolf während einer für die protestantische Sache wichtigen Schlacht fiel, sind beide im Leipziger Umfeld zu finden und wichtige Erinnerungsorte.
Der König avancierte damals erneut zu einem hochrangigen und populären protestantischen Helden. Als anlässlich des 200. Todestags von Gustav Adolf 1832 auf dem Schlachtfeld bei Lützen ein Monument errichtet werden sollte, gab es mehrere Vorschläge, ein „lebendiges Denkmal“ zu schaffen, z. B. ein „Gustav Adolfs-Stift […] zur unentgeltlichen Bildung protestantischer Jünglinge, zur Förderung irgendeines anderen rein geistigen Zweckes“.

### Gründungsgeschichte
Die Gründung des Gustav-Adolf-Vereins lässt sich auch als Ausdruck der wachsenden Zivilgesellschaft im vormärzlichen Deutschland verstehen. Zu den Gründern zählten bedeutende Protagonisten der Zeit wie der Politiker Maximilian von Schwerin-Putzar oder der Superintendent Christian Gottlob Großmann.

#### Leipziger Gründung
Eine Initiatorengruppe um Christian Gottlob Großmann und den Kaufmann Christian August Wilhelm Schild (1777–1838) verfasste am 9. Dezember 1832 den Aufruf zur Gründung einer „Gustav-Adolphs-Stiftung“. „… eine Anstalt zu brüderlicher Unterstützung bedrängter Glaubensgenossen, und zur Erleichterung der Noth …“
Die erste Unterstützung erfolgte schon im Januar 1833 an die Gemeinde Karlshuld am Donaumoos in Bayern und betrug 50 Taler.

#### Darmstädter Gründung
Am 31. Oktober 1841 veröffentlichte Karl Zimmermann, Darmstädter Hofprediger und Herausgeber der Allgemeinen Kirchenzeitung, in seiner Zeitung einen Aufruf an die protestantische Welt. Darin kündigte er die Entstehung eines „Vereins für die Unterstützung hilfsbedürftiger protestantischer Gemeinden“ an, der Gelder für den Bau von Kirchen, Pfarr- und Schulhäusern, für Gehälter und kirchliche Ausstattungen sammeln sollte. Ein Gründungsmitglied war der preußische Politiker Maximilian von Schwerin-Putzar.

#### Vereinigung
Um einen Konkurrenzkampf zwischen den beiden Initiativen zu vermeiden, wurden die Stiftung und der Verein am 16. September 1842 in der Thomaskirche zu Leipzig zum Evangelischen Verein der Gustav-Adolf-Stiftung vereinigt. Die Satzung wurde am 21. September 1843 in Frankfurt am Main beschlossen. Leipzig wurde als Ort für die Zentrale bestimmt, die Gliederung basierte auf gleichberechtigten Haupt- und Zweigvereinen in den deutschen Territorien.
„Der Evangelische Verein der Gustav-Adolf-Stiftung […] hat also, eingedenk des apostolischen Wortes Gal. 6,10 ‚Lasset uns Gutes thun an Jedermann, allermeist aber an des Glaubens Genossen‘, zum Zwecke, die Noth dieser Glaubensgenossen in und außer Deutschland, sofern sie im eignene Vaterlande ausreichende Hülfe nicht erlangen können, nach allen Kräften zu heben.“ (Satzung § 1)
„Die Wirksamkeit des Vereins umfasst lutherische, reformierte und unierte sowie solche Gemeinden, welche ihre Übereinstimmung mit der evangelischen Kirche glaubhaft nachweisen.“ (Satzung § 2)
Der GAV wurde zur ersten großen Mitgliederorganisation im Raum evangelischer Kirchen, die theologische und territoriale Grenzen überschritt. „Demgegenüber bestand die historische Leistung des GAV nicht allein in geistlichen und materiellen Hilfen für die Diaspora, sondern ebenso in der Gründung einer kirchenparteiübergreifend agierenden Massenorganisation auf nichtpietistischer Grundlage, die jedoch in der Lage war, auch Vertreter der Erweckung zu integrieren. Kirchen- wie allgemeinpolitisch schuf er damit die Voraussetzungen für die Entstehung des Bewusstseins von der Notwendigkeit der Einigung des deutschen Protestantismus.“
Im Jahr 1882 zählte der GAV 44 Hauptvereine, 1.762 Zweig-, 89 Orts-, 381 Frauen- und 11 Studentenvereine. In den 50 Jahren seines Bestehens hatte er 2 933 Gemeinden unterstützt.

#### Frauenarbeit
Zur Unterstützung des Vereins im Rheinland wurde 1848 in Rees der erste Gustav-Adolf-Frauenverein gegründet. 1851 entstand in Berlin der erste Frauenkreis, dessen Existenz sich durch schriftliche Quellen belegen lässt. Dieses Datum betrachtet die heutige Arbeitsgemeinschaft der Frauenarbeit im Gustav-Adolf-Werk als ihren Geburtstag. 1862 wurde die Gustav-Adolf-Frauenarbeit in den Gesamtverein eingegliedert.
1886 unterstützten die Frauenvereine der Gustav-Adolf-Stiftung erstmals ein eigenes Projekt. Diese erste „Frauenliebesgabe“ war an die Waisenanstalt in Ostrowo (Provinz Posen) bestimmt.

### Zuordnung der Fördermittel nach nationalen Gesichtspunkten?
Der Verein wehrte sich energisch gegen Vorwürfe, die nichtdeutschen Gemeinden zu vernachlässigen. 1860 hielt der Zentralvorstand des GAV in seinem Rundschreiben an die Hauptvereine fest: „Nahezu das Dreifache der Geldsumme für deutsche Gemeinden in Ungarn ging im Rechnungsjahr 1857/58 an ungarische Gemeinden.“ Bis zum Ersten Weltkrieg blieb es die offizielle Linie, sich als evangelischer Verein nicht mit dem Nationalismus einzulassen. Allerdings unterstützte der Verein ab 1897 Gemeinden, die sich in Folge der deutschnationalen Los-von-Rom-Bewegung in Österreich gründeten. Im Mai 1916 entschied der Zentralvorstand, sich in Polen nur noch um die deutschen Evangelischen zu kümmern.
Zwischen dem 1922 gegründeten Deutschen Evangelischen Kirchenbund und dem GAV bestand in Diasporafragen eine enge Zusammenarbeit. Zugleich wurde die Verquickung von staatlichen und kirchenpolitischen Vorstellungen und der Arbeit des GAV in der Weimarer Republik zunehmend enger. 1923 zahlte das Reichsinnenministerium fünf Millionen Mark an den GAV, die für Vereinigungen deutscher Aussiedler und Auswanderer bestimmt waren.

### Selbstgleichschaltung im Nationalsozialismus
Im Jahr 1935 verabschiedete die Hauptversammlung des GAV eine neue Satzung, die Führerprinzip und Zentralismus einführte. Dies führte zu vehementen Streitigkeiten mit verschiedenen Hauptvereinen. Der Hauptverein Berlin-Brandenburg akzeptierte die neue Satzung erst 1939 nach dem politisch erzwungenen Rücktritt seines Vorsitzenden Otto Dibelius.
1934 wurde mit dem Juraprofessor Hans Gerber zum ersten Mal ein Nicht-Theologe zum Präsidenten des GAV gewählt. Gerber trat 1937 der NSDAP bei. Zur selben Zeit wirkten im Zentralvorstand des GAV auch Widerstandskämpfer wie Carl Friedrich Goerdeler (stellvertretender Präsident ab 1937) und Hans von Dohnanyi aktiv mit.
Durch seine „Selbstgleichschaltung“ wurde der GAV nicht aufgelöst, seine Arbeit war jedoch durch Sammlungsgesetzgebung und Devisenbestimmungen eingeschränkt. Der Akzent der Arbeit verschob sich von „Glaubensgenossen“ auf „deutsche Volksgenossen“.
Ein wichtiges Zeichen setzten der Zentralvorstand und die Vorsitzenden aller Hauptgruppen jedoch 1943. Sie verzichteten auf Steuerfreiheiten, um „die Unterstützung evangelischer Glaubensgenossen nichtdeutscher Volkszugehörigkeit und Sprache“ beibehalten zu können.

### In den beiden deutschen Staaten
Am 31. Januar 1946 bestätigte der neu entstandene Rat der Evangelischen Kirche in Deutschland den Verein als „Gustav-Adolf-Werk der Evangelischen Kirche in Deutschland“. Gemäß dem Artikel 16 der Grundordnung der EKD vom 13. Juli 1948 nimmt das Gustav-Adolf-Werk seitdem im Zusammenwirken mit der EKD, ihren Gliedkirchen und Gemeinden die besondere Verantwortung für den Dienst in der Diaspora wahr.

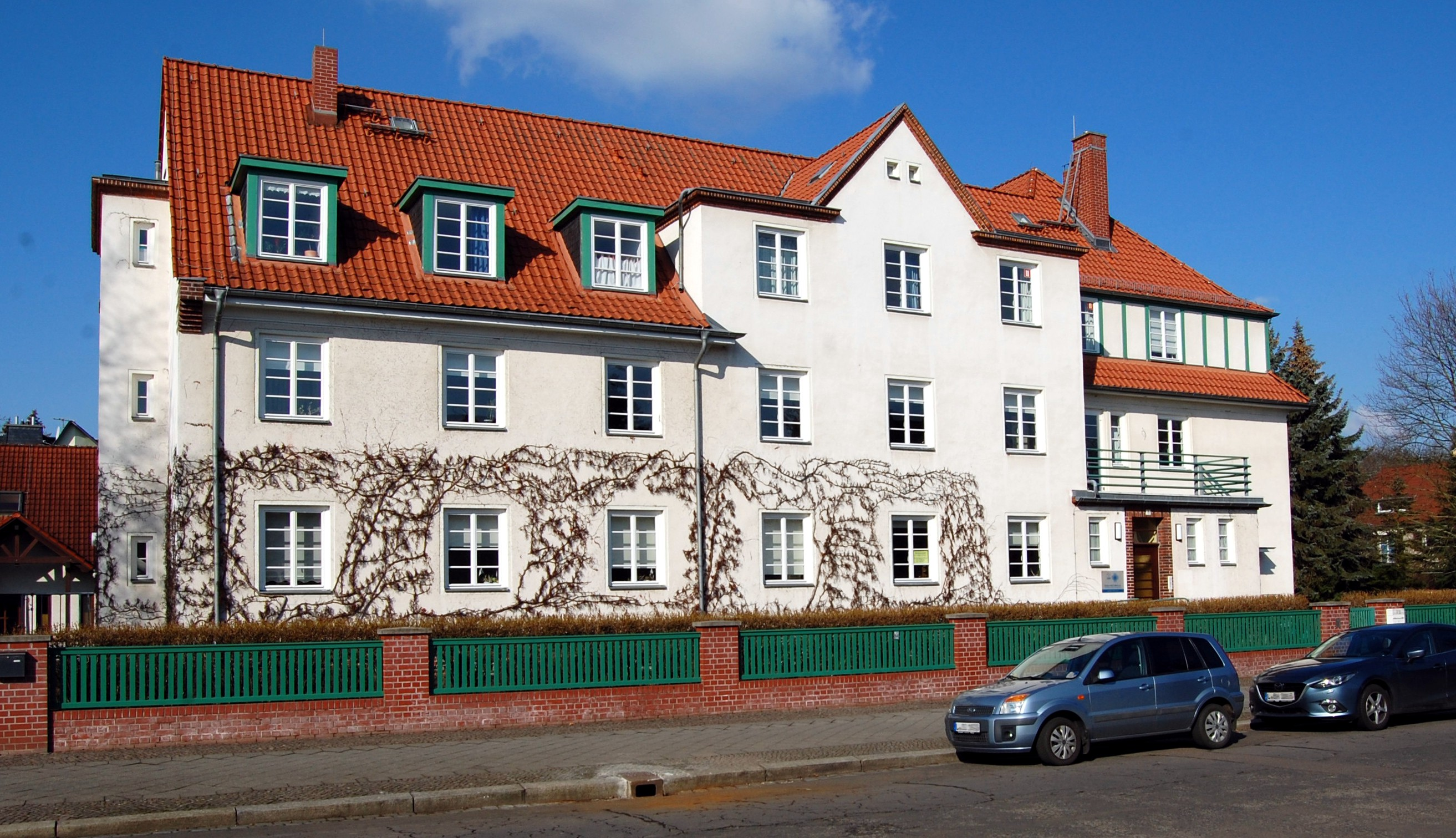
Die Zentrale des Gustav-Adolf-Werks in Leipzig wurde 1930 als Wohnheim für Diasporastudenten errichtet.

Im Hintergrund der drohenden Auflösung des Leipziger Zentralvereins durch die sowjetische Besatzungsmacht bildeten die 21 Hauptgruppen der drei westlichen Besatzungszonen 1948 eine „Notgemeinschaft der Gustav-Adolf-Stiftung“ mit einem Büro in Assenheim, ab 1952 in Kassel. Man hielt am Verständnis eines einheitlichen Werkes fest, auch wenn die beiden Werke rechtlich selbstständig agieren mussten. Offiziell wurde die Trennung zwischen dem Gustav-Adolf-Werk des Bundes der Evangelischen Kirchen in der DDR und dem Gustav-Adolf-Werk (West) der EKD zum 11. März 1970 vollzogen.
Aus der politischen Trennung folgte eine natürliche Arbeitsteilung. Die westdeutschen Landeskirchen waren seit den 1960er Jahren aufgrund des gestiegenen Kirchensteueraufkommens zunehmend in der Lage, ihre eigene Diaspora selbst zu fördern. Der Arbeitsschwerpunkt des GAW (West) verschob sich von der Binnendiaspora nach Lateinamerika sowie West- und Südeuropa. Das GAW Ost unterstützte Gemeinden in der DDR und im Ostblock.

### Wiedervereinigung
Am 19. Juni 1992 gründeten die Abgeordneten der 29 Hauptgruppen und der Frauenarbeit der Gustav-Adolf-Werke Ost und West in Herrnhut das gesamtdeutsche Werk, Gustav-Adolf-Werk e. V. Diasporawerk der Evangelischen Kirche in Deutschland (GAW).
Die Entscheidung zugunsten des Standorts in Leipzig war eine wichtige Zeichensetzung. Als erstes kirchliches Werk in Deutschland nahm das Gustav-Adolf-Werk seinen Sitz in einem der neuen Bundesländer. Die Zentrale in Kassel wurde 1994 aufgelöst.

## Benennung
In Schweden selbst gibt es nach wie vor einen Gustav-Adolf-Tag am 6. November und sogar zugehöriges Gebäck, die Gustav Adolfsbakelse. Sein Vermächtnis wurde seither in Schweden selbst bis heute hochgehalten, es ist auch Teil der gemeinsamen Erinnerungskultur und der regionalen Erinnerungsorte. u. a. der Schwedenstraße. Anlässlich des 400. Geburtstags des Königs 1994 besuchte König Carl XVI. Gustaf mit Silvia von Schweden die Zentrale des GAW in Leipzig. In Lützen selbst finden an dem Tag Gottesdienste, Kranzniederlegungen und städtische Empfänge statt. Die Predigt 2013 in der Kirche in Meuchen, in der Gustav II. Adolf nach seinem Tod aufgebahrt worden war, hielt Propst Reinhard Werneburg, Vorsitzender des GAW Mitteldeutschland. Der lokale Gedenktag wird von der Evangelischen Gemeinde Lützen, dem Gustav-Adolf-Werk, der Stiftung Lützenfonden aus Göteborg sowie der Berliner Schwedischen Victoriagemeinde und der Stadt Lützen organisiert.
Gleichzeitig ist die Benennung nach Gustav-Adolf, der als Kriegsherr und Militär wie als Defensor fidei auftrat, auch eine Herausforderung innerhalb der gegenwärtigen EKD. Über den Namenspatron des Gustav-Adolf-Werks ist auch intern viel gestritten worden. Kritisch erschien unter anderem, dass er sich an einem Krieg beteiligt hat.
Der seinerzeitige Ratsvorsitzende Wolfgang Huber sah dies wie folgt:

„Den Kriegsherrn und den Verteidiger seines Glaubens zusammen zu sehen: das ist – die keineswegs einfache – Aufgabe, vor die uns die Erinnerung an Gustav Adolf stellt.“

Nach eigenen Angaben distanziert sich das Gustav-Adolf-Werk ausdrücklich von militärischer Gewalt als Mittel der Glaubensverbreitung ebenso wie von nationalistischem Missbrauch seines Namenspatrons. Die Vereine wie das Hilfswerk würden sich seit Anbeginn für bedrängte evangelische Minderheiten betont mit zivilen Mitteln einsetzen, mit Spenden, Bildungsmaßnahmen und moralischer Unterstützung. Gleichzeitig werde Gustav II. Adolfs persönlichem Glauben, Mut und Lebenseinsatz nach wie vor Respekt gezollt.

## Aktuelle Entwicklungen
Angesichts der Änderungen der Weltpolitik hat das GAW seine Arbeit in den Jahren nach der Wiedervereinigung neu justieren müssen. Nach wie vor sind die Schwesterkirchen der Leuenberger Konkordie die wesentlichen Adressaten des GAW.
- Osteuropa: In den ehemals sozialistischen Staaten mussten die evangelischen Kirchen nach der politischen Wende ihre Strukturen zum Teil neu aufbauen wie z. B. die Evangelisch-Lutherische Kirche in Russland, der Ukraine, in Kasachstan und Mittelasien. Zudem benötigten sie Unterstützung bei der Sanierung von zurückerstatteten Gebäuden. Das GAW hat diesem Umstand mit der Umverteilung der Projektgelder im Projektkatalog seit den 1990er Jahren Rechnung getragen. Die Kooperation mit der Bulgarischen Evangelischen Allianz wurde reduziert.[24]
- Innerdeutsche Diaspora: Im Jahr 2000 hat das GAW die Unterstützung von Kirchengemeinden und kirchlichen Einrichtungen in der innerdeutschen Diaspora wieder aufgenommen. Vorwiegend wird der Aufbau evangelischer Schulen in den neuen Bundesländern gefördert.
- Fonds für bedrängte und verfolgte Christen: Der Schwerpunkt des 2010 eingerichteten Fonds liegt gegenwärtig auf der Unterstützung der arabischsprachigen Nationalen Evangelischen Synode sowie der Vereinigung Armenischer Evangelischer Kirchen in Syrien, deren Schulen und diakonischen Projekten. Ebenso wird die koptische Kirche in Ägypten gefördert.
- Theologische Ausbildung: Das GAW berät und begleitet seine Partnerkirchen in Lateinamerika beim Aus- und Umbau ihrer theologischen Ausbildungsstätten sowie bei der Suche nach Kooperationen, die aus finanziellen Gründen oder aufgrund der fehlenden staatlichen Anerkennung der Abschlüsse dieser Ausbildungsstätten notwendig geworden sind (z. B. die Schließung der ISEDET[25]).Unter anderem kam es 2015 zum ersten Projekt in Kuba.[24]
- Wort-Bild-Marke: Das GAW führt 2013–14 mit „Weltweit Gemeinden helfen“ eine neue Wort-Bild-Marke und ein Leitbild ein und entwickelt erstmals ein Corporate Design für den einheitlichen Auftritt der Haupt- und Frauengruppen.[26]

## Aktionen
- Die im Jahr 1904 von Pastor Paul Zauleck ausgerufene Kindergabe „Kinder für Kinder“ besteht weiter in den jährlichen Aktionen Konfirmandengabe, Kindergabe und Schulanfängergottesdienst[27]
- Als die Gustav-Adolf-Frauenarbeiten 1886 erstmals ein gemeinsames Projekt unterstützten, wurde damit die jährliche „Frauenliebesgabe“ begründet. Unter der Bezeichnung Jahresprojekt der GAW-Frauenarbeit werden heute jährlich rund 100.000 Euro für sozialdiakonische Projekte und Fortbildung der Frauen gesammelt.[28]
- Der Freiwilligendienst, basierend auf dem „weltwärts“-Programm der Bundesregierung, entsendet rund 20 Freiwillige jährlich in die sozialdiakonischen Projekte der GAW-Partnerkirchen.[29] Für die Auswahl und Begleitung ist das GAW Württemberg verantwortlich.
- Durch den Studien- und Stipendienfonds können bis zu 10 evangelische Theologiestudierende aus den Partnerkirchen ein Stipendium für ein Studienjahr an der Theologischen Fakultät der Universität Leipzig erhalten. Regelmäßig werden die Stipendien spätestens seit 1857 vergeben.

## Präsidenten

### Vorsitzende des Zentralvorstands des Evangelischen Vereins der Gustav-Adolf-Stiftung
(ab 1935: Präsidenten)
- Christian Gottlob Großmann (1832–1857)
- Ewald Hoffmann (1857–1875)
- Gustav Adolf Fricke (1875–1900)
- Oskar Pank (1900–1908)
- Bruno Hartung (1908–1917)
- Franz Rendtorff (1917–1934)
- Hans Gerber (1934–1944)
- Gerhard Heinzelmann (1944–1951)
- Franz Lau (1952–1970)

### Präsidenten des Gustav-Adolf-Werks (West) der EKD
(bis 1966: Notgemeinschaft der Gustav-Adolf-Stiftung)
- Ernst Wagner (1951–1952)
- Fritz Hermann Hauß (1959–1963)
- Hans Jungbluth (1964–1968)
- Hans Katz (1968–1974)
- Günter Besch (1975–1978)
- Hermann Riess (1979–1988)
- Dietrich Gang (1989–1992)

### Präsidenten des Gustav-Adolf-Werks in der DDR
- Johannes Hoffmann (1971–1977)[30]
- Rolf Stubbe (1978–1985)
- Eberhard Winkler (1987–1992)

### Präsidenten des Gustav-Adolf-Werks e.V. – Diasporawerk der Evangelischen Kirche in Deutschland
- Karl-Christoph Epting (1992–2003)
- Wilhelm Hüffmeier (2004–2015)
- Gabriele Wulz (2016–2021)
- Martin Dutzmann (seit 2022)